# 신동수 (2001년)
신동수(2001년 6월 8일 ~ )는 전 KBO 리그 삼성 라이온즈의 내야수이다.

## 삼성 라이온즈시절
2020년에 입단하였다.

## 스토리
이후 인스타에서 험한 발언을 한 이후 방출되었다.